# Kevin McHale (acteur)
Pour le joueur de basket du même nom, voir Kevin McHale. Pour les autres personnes portant ce patronyme, voir McHale.
 (août 2014).
Si vous disposez d'ouvrages ou d'articles de référence ou si vous connaissez des sites web de qualité traitant du thème abordé ici, merci de compléter l'article en donnant les références utiles à sa vérifiabilité et en les liant à la section « Notes et références ».
Kevin McHale, né le 14 juin 1988 à Plano, au Texas, est un acteur américain et chanteur pop/R&B. Anciennement membre du boys band NLT, il est principalement connu pour son rôle de Artie Abrams dans la série télévisée Glee.

## Biographie

### Enfance et débuts
Avant de devenir acteur, Kevin McHale a rejoint un groupe de chanteurs américains, NLT, qui est l'abréviation de Not Like Them (Pas comme eux). Le groupe R&B a été découvert par Chris Stokes. Le 13 mars 2007, ils sortent leur premier single That Girl. Ils font une brève apparition dans Bratz, le film. Le 30 avril 2009, un membre du groupe, Travis Garland, annonce que NLT se sépare.
Kevin McHale fait une apparition dans les premiers épisodes de la série True Blood dans un rôle mineur qui disparaît dans l'épisode 8 de la saison 1.

### Glee
De 2009 à 2015, il interprète Artie Abrams dans la série télévisée musicale Glee. Il s'agit d'un membre du Glee Club du lycée William McKinley High School. Bien que son personnage soit dans un fauteuil roulant, Kevin McHale est un danseur et a répondu lors d'une interview qu'il lui était difficile de contrôler l'envie de bouger ses pieds avec la musique sur le plateau. Il interprète son premier solo Dancing with Myself dans l'épisode Wheels.
Il fait une apparition dans le clip de Katy Perry Last Friday Night (T.G.I.F.) dans le rôle de Everett Mcdonald.
Il fait également une apparition dans la série The Office (version américaine) dans le rôle du jeune livreur de pizzas séquestré dans les locaux de Dunder Mifflin par Michael Scott et Dwight Schrute (saison 4).
Il présente les Teen Choice Awards 2012 aux côtés de Demi Lovato.

### Vie privée
En avril 2018, Kevin McHale fait son coming out via un tweet. Il est en couple avec l'acteur Austin McKenzie.
Sa meilleure amie est l'actrice Jenna Ushkowitz, également sa partenaire dans Glee.

## Filmographie

### Cinéma
- 2005 : Ruthless : Neighbor Neil (court métrage)
- 2007 : Bratz, Le Film : Garçon (avec son groupe) auditionne pour le concours de talents (Caméo)
- 2011 : Glee, le concert 3D : Artie Abrams
- 2015 : Boychoir : Wooly
- 2015 : They Might Be Kennedys : Teddy Mulligan

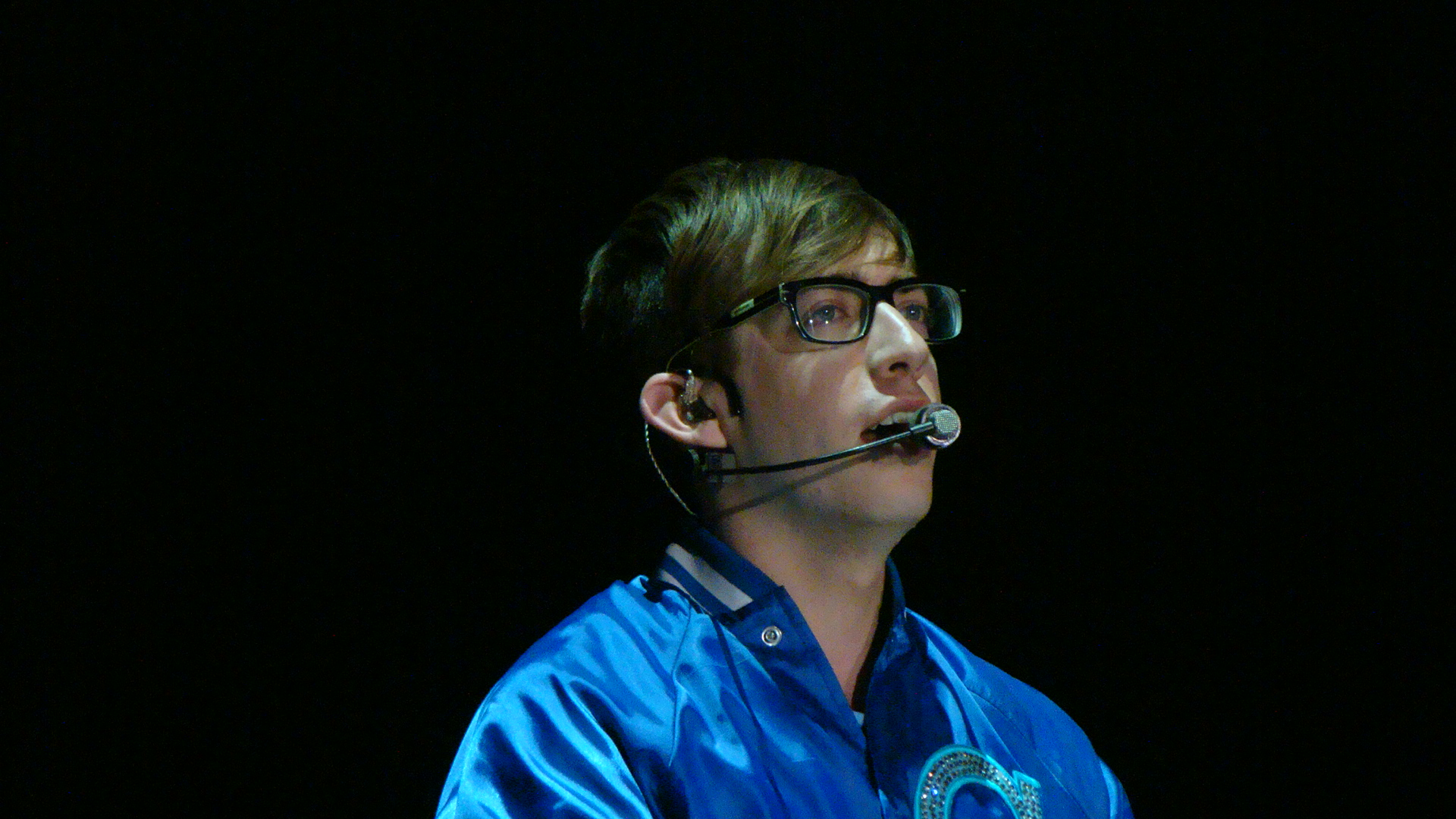
Kevin McHale lors du Glee! Live in Concert.

### Télévision
- 2005 : All That : Mark
- 2007 : The Office : Delivery Kid
- 2007–08 : Zoé : Dooley Fibadoo
- 2008 : True Blood : Neil Jones
- 2008 : Gossip Girl : Stewart (saison 2, épisode 9)
- 2009–2015 : Glee : Artie Abrams
- 2011–2012 : The Glee Project : lui-même
- 2013 : Whose Line Is It Anyway : lui-même
- 2013 : MasterChef : lui-même
- 2013 : Celebrity Juice : lui-même
- 2014–présent : Virtually Famous : lui-même
- 2017 : When We Rise : Bobbi Campbell (saison 1, épisodes 2 et 3)
- 2019 : The X Factor: Celebrity : lui-même
- 2020 : Élite : Bill McKinley
- 2021 : American Horror Stories : Barry (saison 1, épisode 4)

### Clip vidéos
- 2001 : There You'll Be de Faith Hill
- 2011 : Last Friday Night (T.G.I.F.) de Katy Perry (en tant que Everett McDonald)
- 2015 : Somebody Loves You de Betty Who

## Discographie

### EP
- 2019 : Boy

### Singles
- 2019 : Help Me Now
- 2019 : James Dean
- 2019 : Younger
- 2019 : Arizona

### EP
- 2019 : Boy

### Singles
- 2019 : Help Me Now
- 2019 : James Dean
- 2019 : Younger
- 2019 : Arizona

## Voix francophones
En version française, Taric Mehani est la voix régulière de Kevin McHale, lui prêtant sa voix dans Glee, Glee, le concert 3D, Le Virtuose et American Horror Stories. 
À titre exceptionnel, il a été doublé par Yoann Sover dans The Office.